# کورتماجیوره
کورتماجیوره (به ایتالیایی: Cortemaggiore) یک کومونه در ایتالیا است که در استان پیاچنزا واقع شده‌است.

## خصوصیات
کورتماجیوره ۳۶ کیلومترمربع مساحت و ۴٬۳۴۵ نفر جمعیت دارد و ۵۰ متر بالاتر از سطح دریا واقع شده‌است.

## نگارخانه

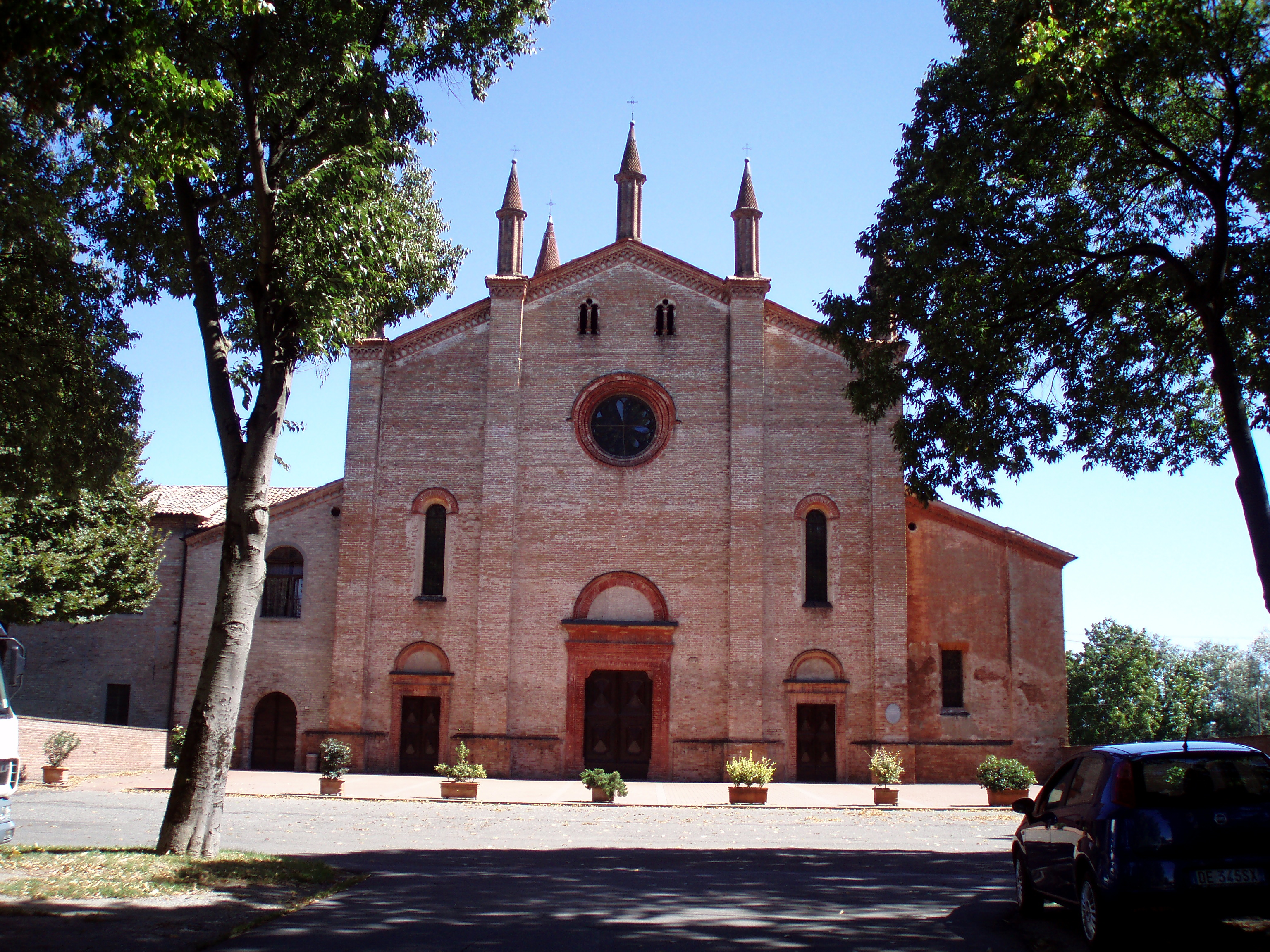
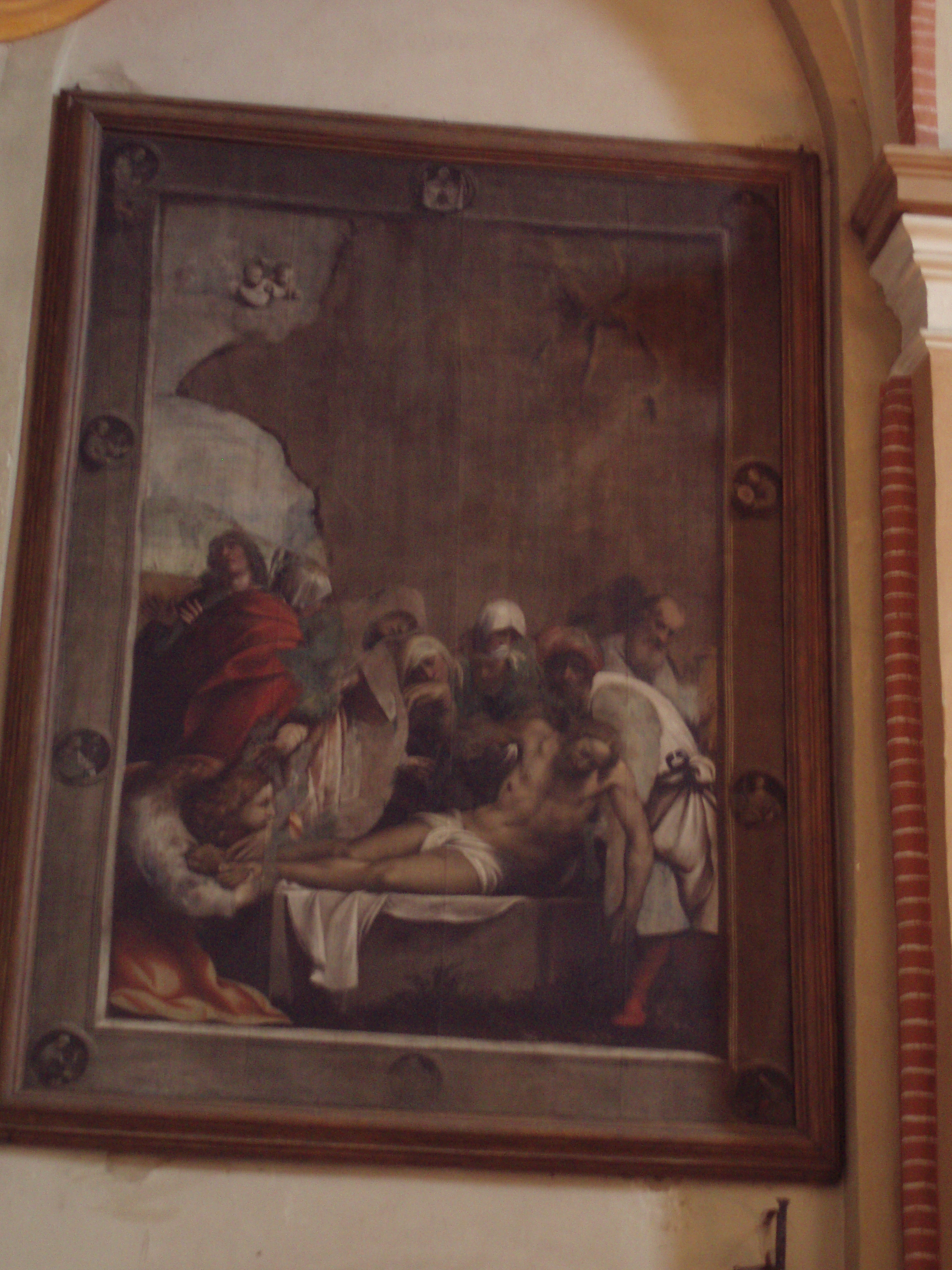
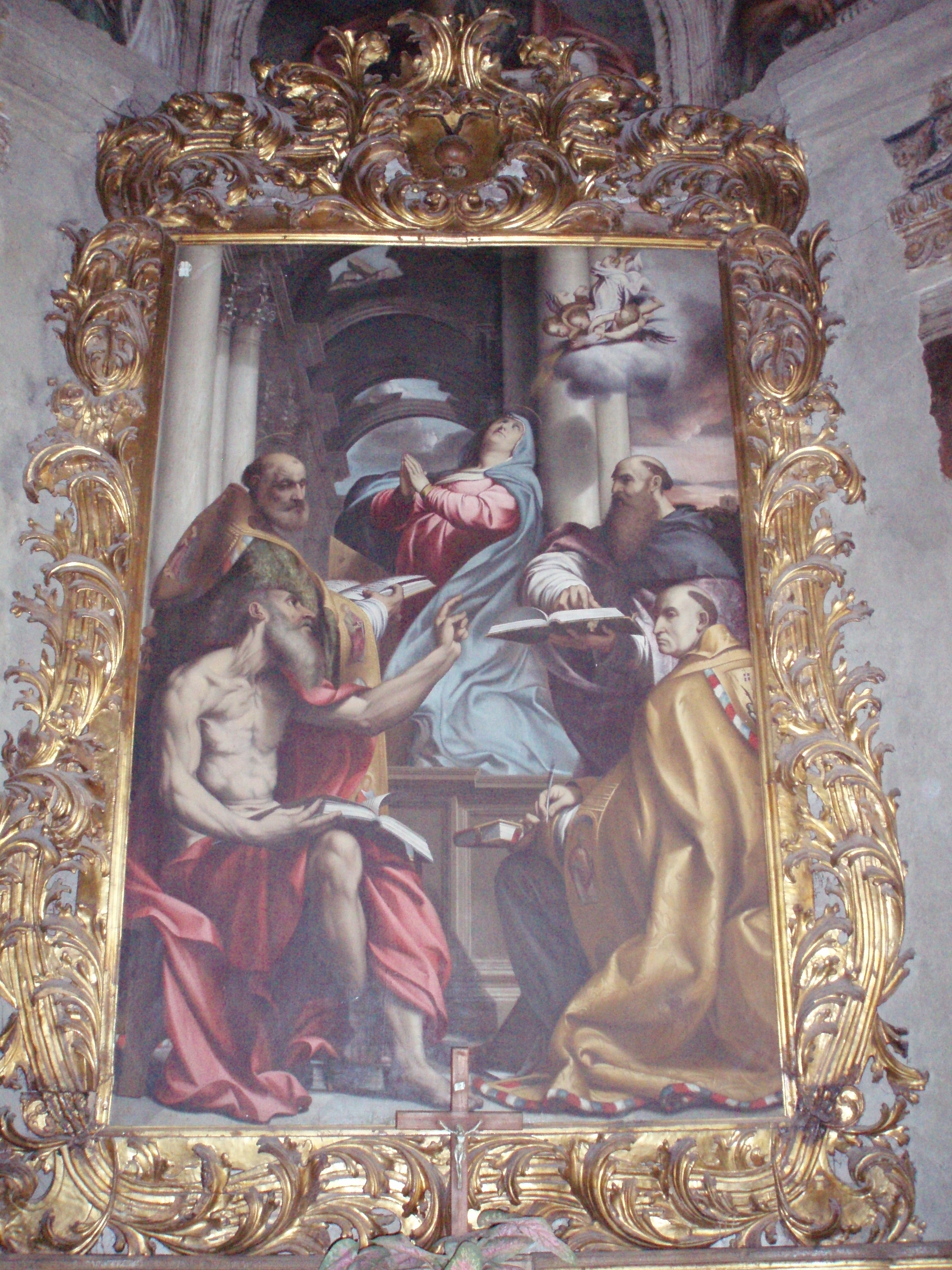
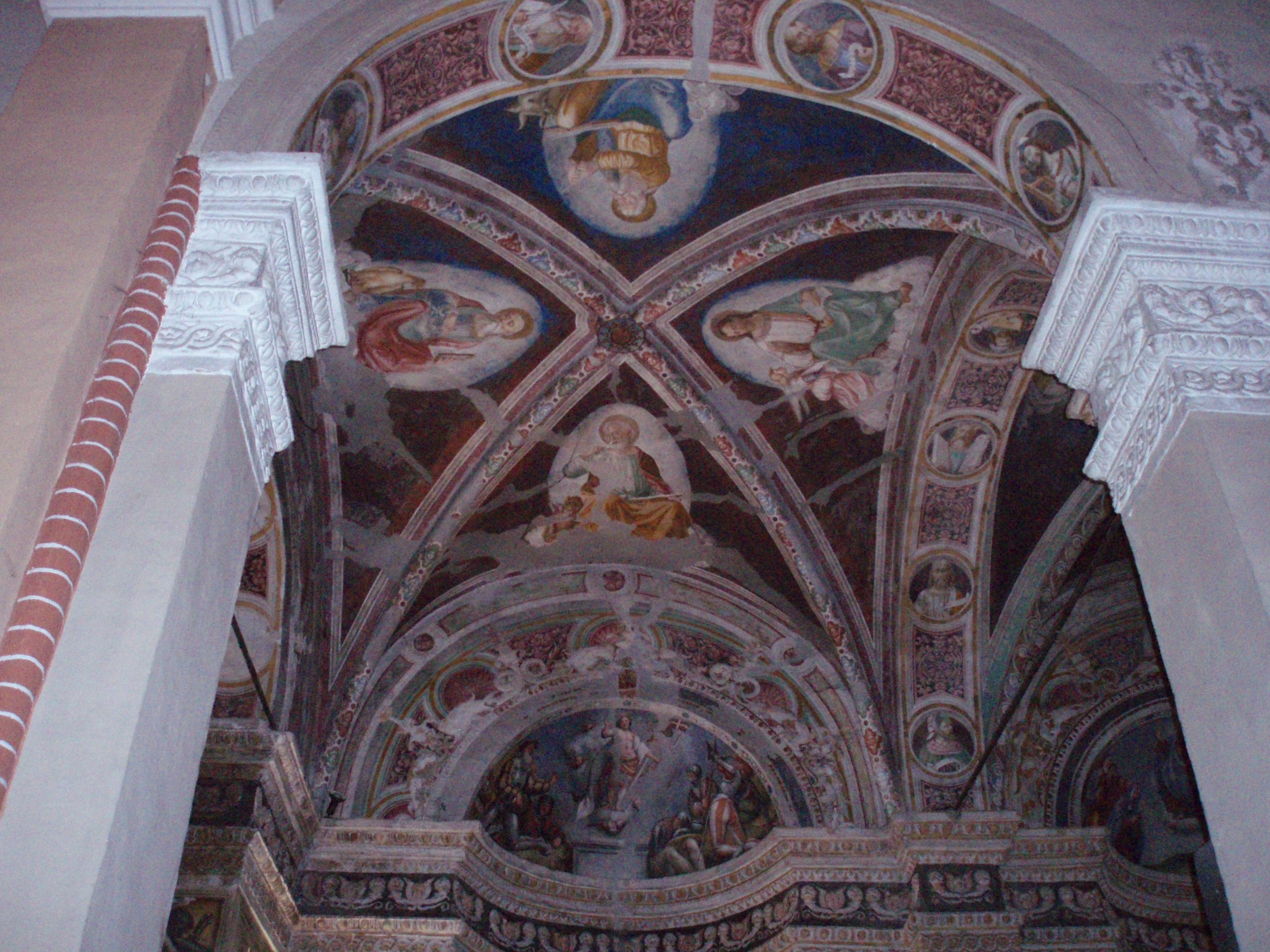
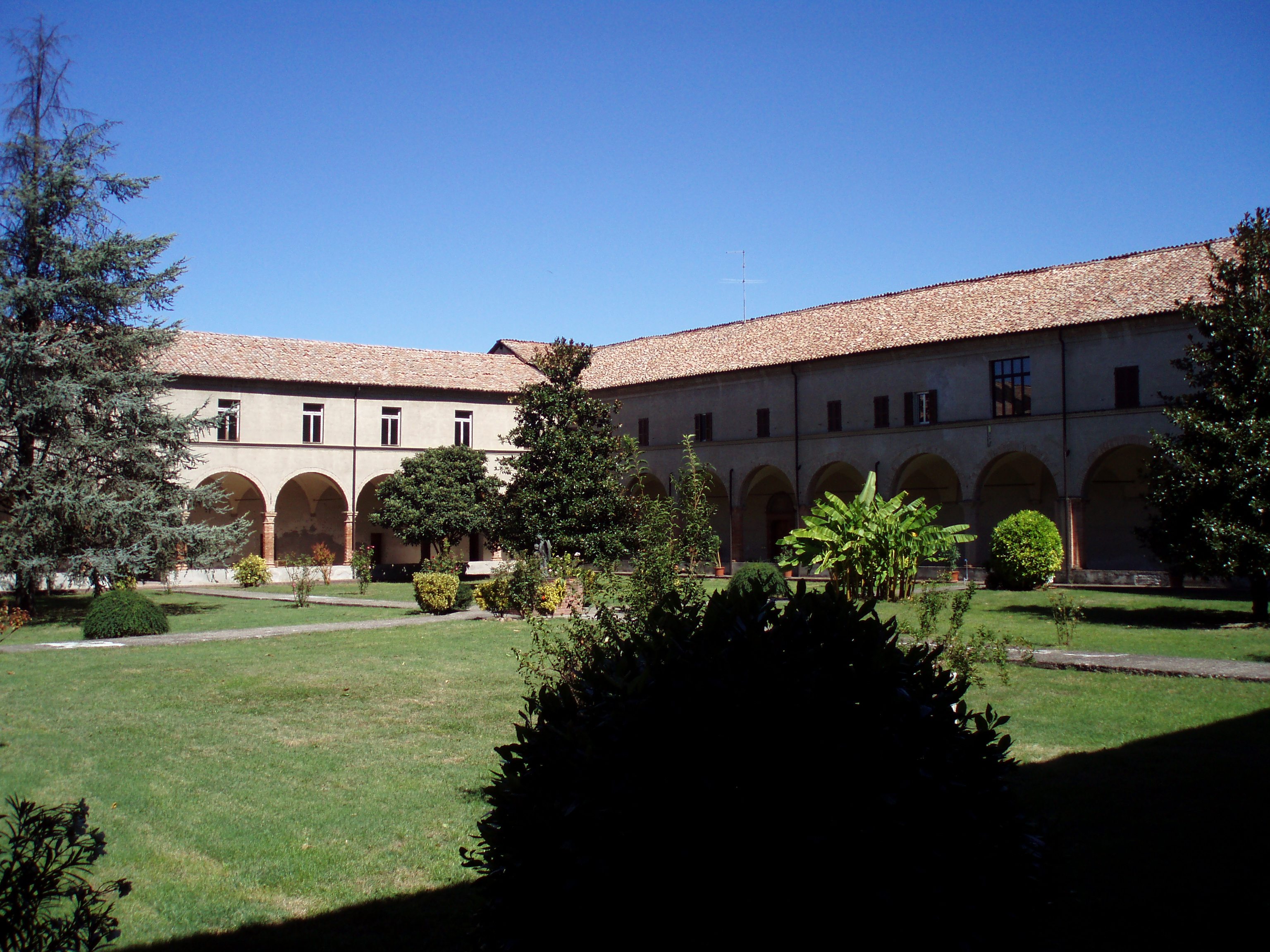
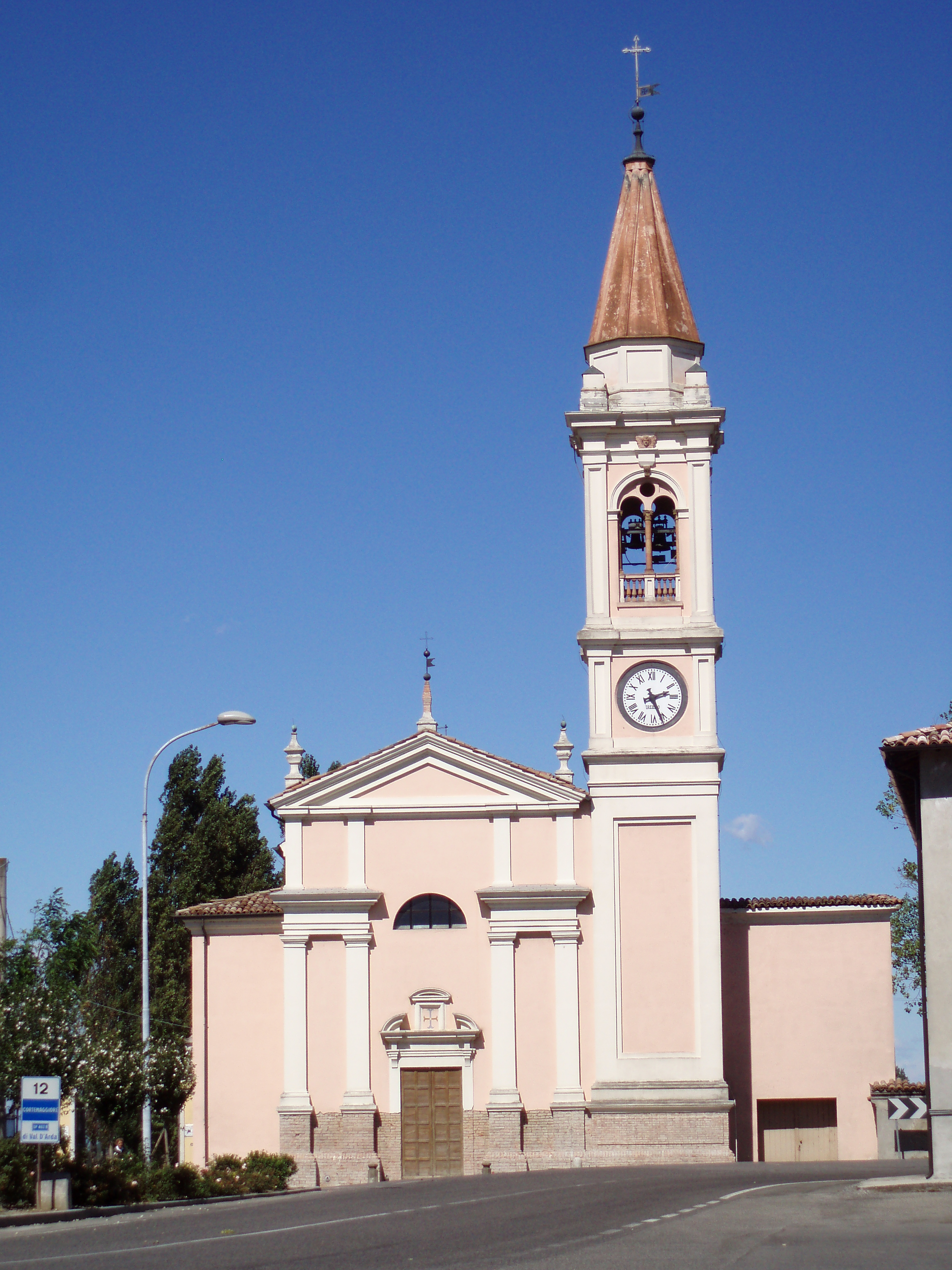
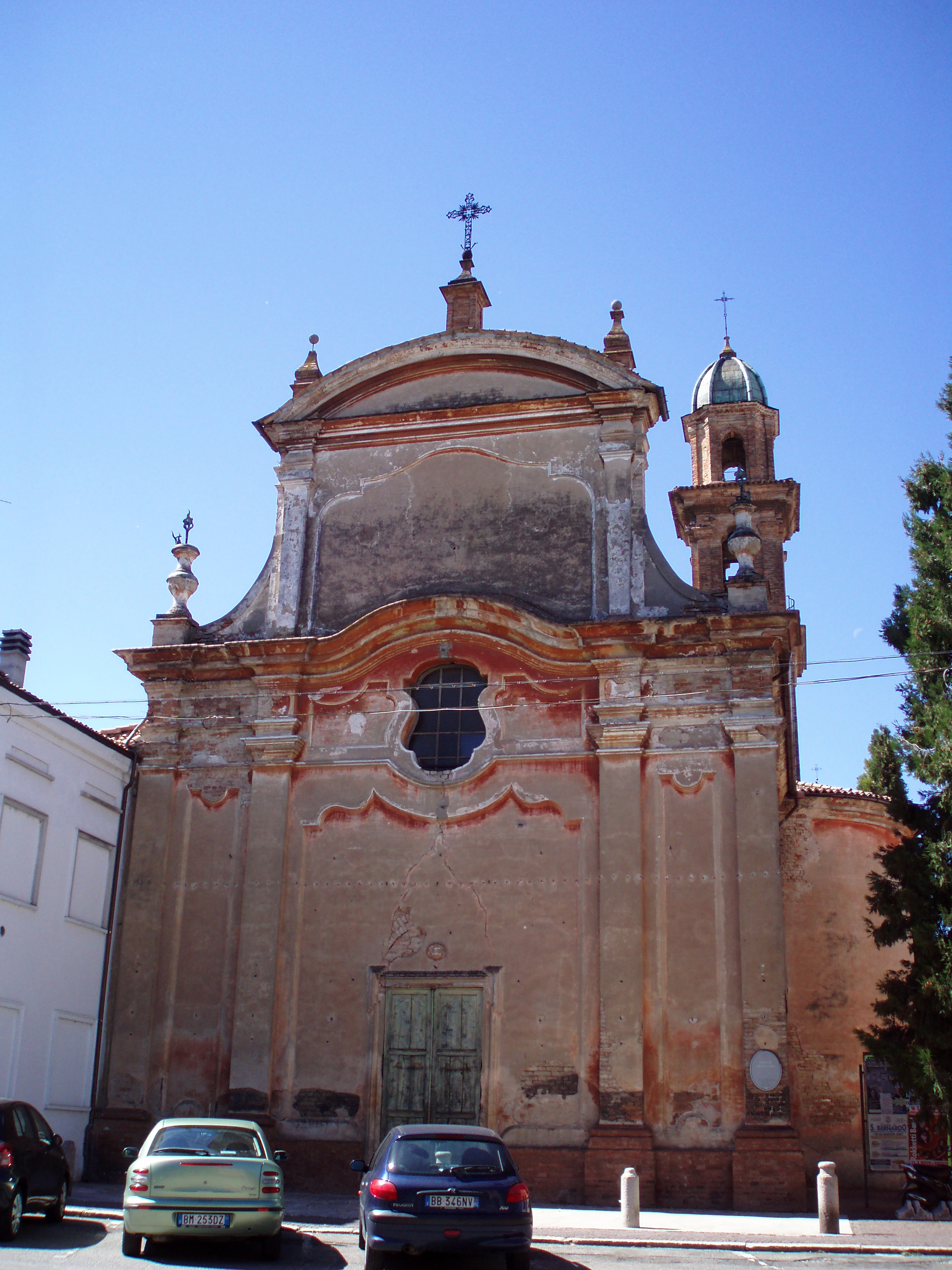
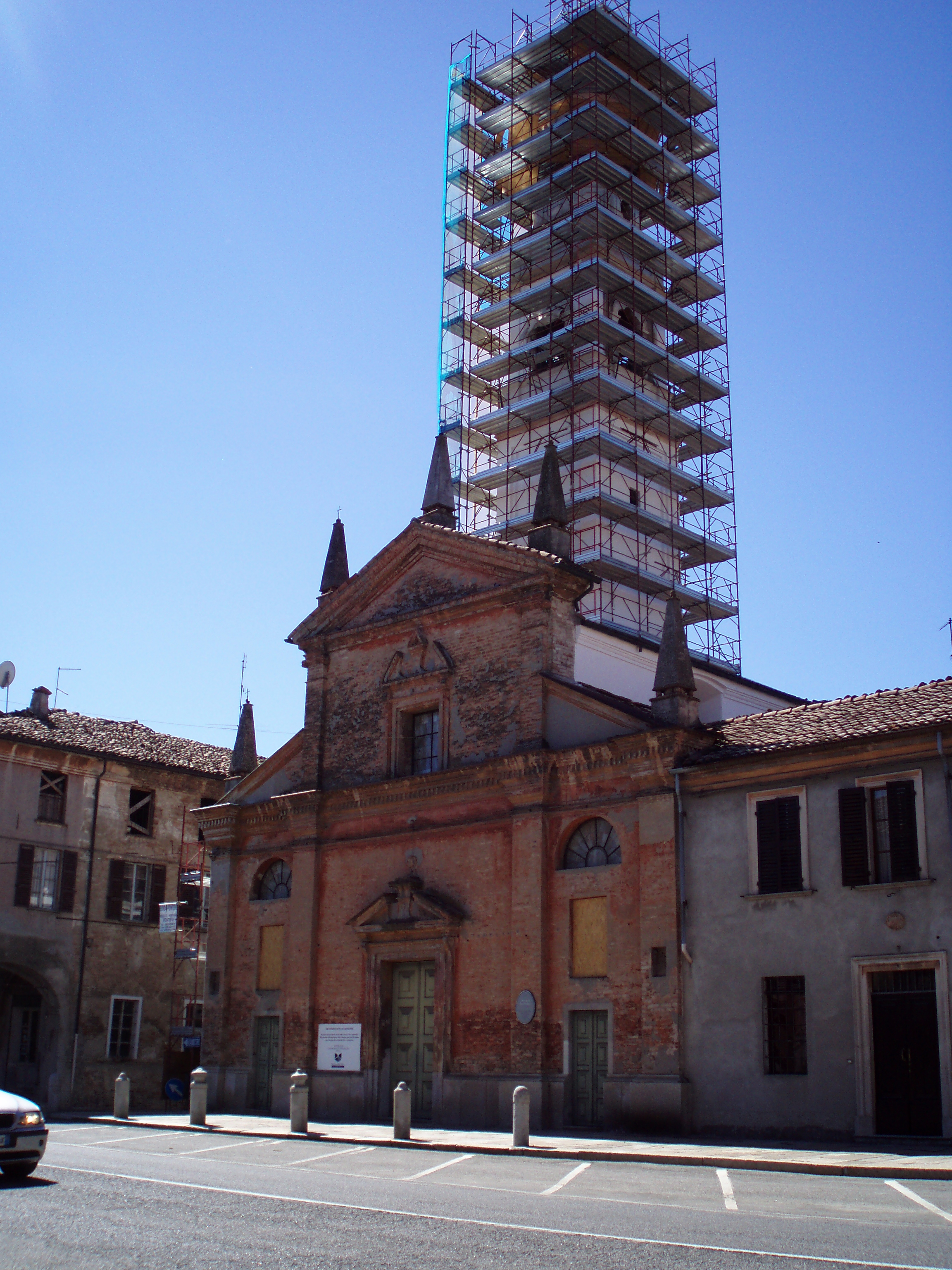
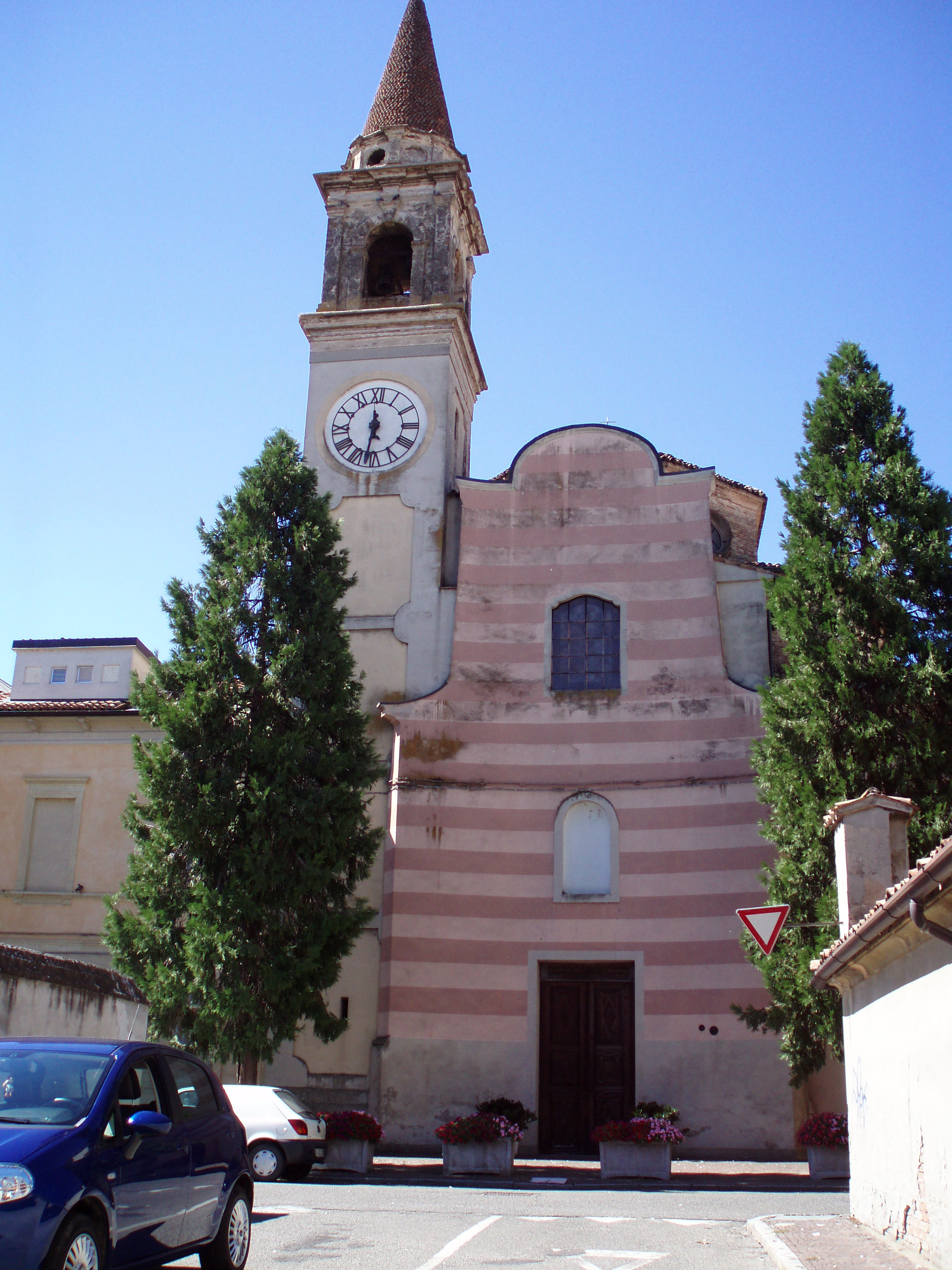
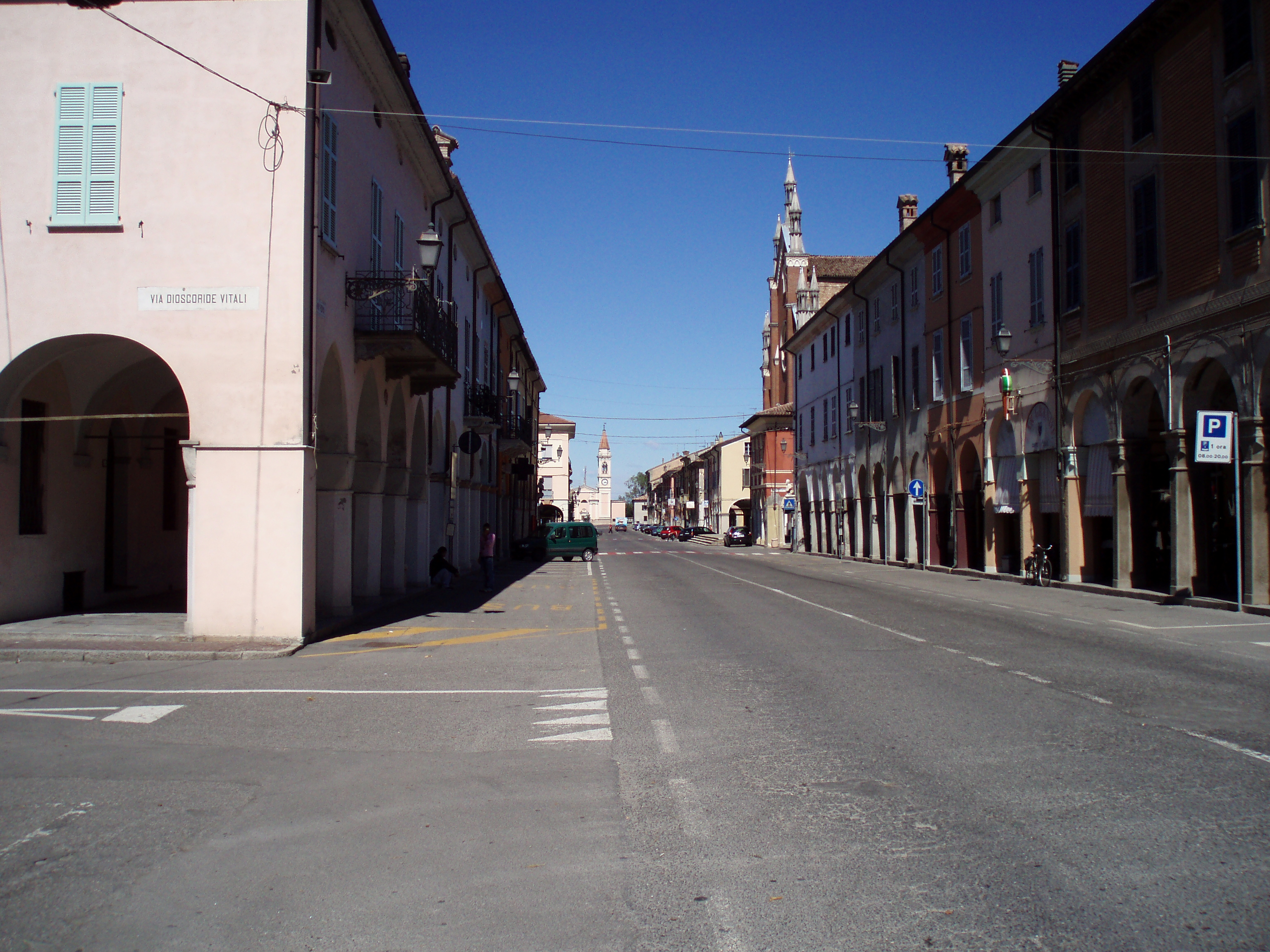